# Sur les Traces de Black Eskimo
Sur les Traces de Black Eskimo es el segundo álbum de estudio de la banda canadiense Les Georges Leningrad. Fue lanzado el 28 de septiembre de 2004 por Alien8 Recordings.

## Lista de canciones[4][5]
1. "Missing Gary" – 4:28
2. "Sponsorships" – 3:15
3. "Black Eskimo" – 3:06
4. "Nebraska's Valentine" – 3:25
5. "Umiarjuaq" – 2:23
6. "Wunderkind #2" – 2:27
7. "Supa Doopa" – 3:47
8. "St. Mary's Memorial Hall" – 4:59
9. "Pekin Pekin" – 2:40
10. "Richard" – 0:55
11. "Fifi F." – 3:21
12. "Comment te Dire Adieu?" – 3:59